# Bataille de Ginchy
Première Guerre mondiale, 
Front de l'Ouest
Batailles
Bataille de la Somme
- Albert
- Crête de Bazentin
- Bois Delville
- Pozières
- Guillemont (en)
- Ginchy
- Flers-Courcelette
- Morval
- Crête de Thiepval
- Le Transloy
- Hauteurs de l'Ancre

La bataille de Ginchy est une bataille de la Première Guerre mondiale. Elle se déroule le 9 septembre 1916 à Ginchy au cours de la bataille de la Somme. La 16e division britannique capture le village tenu par les Allemands. Ginchy est situé à 1,5 kilomètre (0,93 mile) au nord-est de Guillemont, au carrefour de six routes sur un plateau dominant Combles à 4 kilomètres (2,5 miles) au sud-est du village de Ginchy.  Après la bataille de Guillemont du 6 septembre, les 14e et 15e corps d'armée britannique entrent en ligne pour poursuivre la progression et la capture de points d'observation. Ces captures sont nécessaires pour la préparation de l'attaque générale alliée, prévue depuis le mois d'août, de la troisième position allemande qui doit être déclenchée à la mi-septembre. Les attaques britanniques à la jonction de la 4e armée britannique et de la 6e armée française sur le bois de Leuze au nord de Ginchy commencent le 3 septembre. La 7e division capture le village, mais une contre-attaque allemande reprend Guinchy. Les attaques sur le bois de Leuze et les tentatives de reprise de Ginchy les 4 et 5 septembre sont repoussées par des contre-attaques allemandes. La 7e division est relevée par les 55e et 16e divisions. Le 7 septembre au soir, la 5e division est remplacée par la 56e division sur l'aile droite du dispositif britannique.
Le 9 septembre les Britanniques commencent le bombardement dès l'aube, l'attaque n'est cependant déclenchée qu'à la fin de l'après-midi pour éviter des contre-attaques allemandes avant la tombée de la nuit. L'assaut britannique de la 16e et de la 56e division au sud atteint le bois Bouleaux bois mais l'attaque au centre du dispositif est repoussée. Sur le flanc nord, Ginchy est capturé par la 16e division et les contre-attaques allemandes sont repoussées. La perte de Ginchy prive les Allemands de postes d'observation d'où ils pouvaient observer la totalité du champ de bataille et permet d'éliminer le saillant du bois Delville, la partie la plus disputée de champ de bataille de la Somme au cours des mois de juillet et d'août. Le succès de la 6e armée française le 12 septembre, lors de sa plus grande attaque de la bataille et l'avance de l'aile droite de la 4e armée britannique entre le 3 et le 9 septembre, ont permis aux deux armées de procéder à plusieurs attaques en lien avec la 10e armée française et l'armée de réserve britannique en septembre. Ces attaques entraînent la capture d'un terrain important et infligent environ 130 000 pertes aux armées allemandes.

## Préparatifs

### Préparation de l'offensive britannique
Les attaques franco-anglaises de la fin du mois de juillet et du mois d'août ont pour objectifs la capture des portions de la seconde ligne allemande encore aux mains des Allemands. Pour les troupes britanniques il faut prendre la ferme Falfemont, Guillemont et le bois de Leuze prélude à la capture de Ginchy et du bois Bouleaux. Les armées françaises et britanniques doivent coopérer pour capturer les hauteurs de part et d'autre de la vallée de Combles. La 6e armée française a pour objectifs les villages de Maurepas, Leforest, Rancourt et Frégicourt. Les combats à l'ouest de Ginchy, à Longueval et au bois Delville commencent le 14 juillet jusqu'au 3 septembre avec la capture de l'ensemble des positions. La zone située entre le bois de Leuze et Ginchy appelée par les défenseurs allemands « le Entschnabel  » domine le village de Ginchy. Une attaque de l'ouest sur Ginchy nécessite une attaque simultanée sur le nord du Entschnabel, pour empêcher les Allemands de bloquer par des tirs d'enfilade l'attaque du village.
Les préparatifs pour la grande offensive prévue pour la mi-septembre continuent. Des attaques des 15e et 3e corps d'armée sur le bois Delville et le bois Haut sont réalisées pendant les opérations du 14e corps pour capturer Ginchy. Ces différentes attaques augmentent la charge de travail des unités de génie, de transports britanniques. Des bombardements allemands réguliers rendent plus difficiles la préparation des attaques par les services logistiques britanniques. Après la fin de la bataille de Guillemont, la répartition du front est modifiée. Au 14e corps la 169e brigade liée à l'armée française au niveau du ravin de Combles se décale libérant une partie du front de la 168e brigade. Cette dernière voit son occupation des tranchées modifiée et prend à sa charge une partie du front de la 49e brigade de la 16e division d'infanterie. Au cours de ces changements de positions une tranchée avancée creusée près du bois de Leuze bois est abandonnée. À 11 h 30 le 8 septembre, la 56e division avance pour récupérer cette tranchée qui sera abandonnée à la suite d'une contre-attaque allemande déclenchée à 5 h 15 le 9 septembre.

### Plan d'attaque britannique

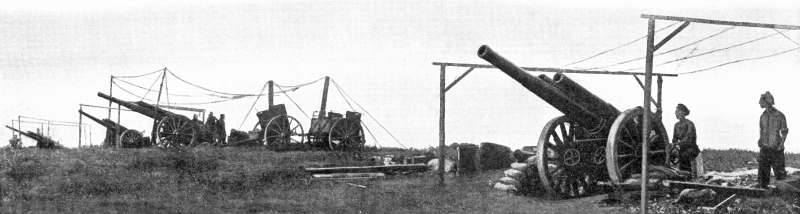
Batteries de 60-pounder, Contalmaison.

La 22e brigade de la 7e division est retirée pour seulement deux jours des premières lignes, avant d'être envoyée à l'attaque sur Ginchy. Le terrain est couvert de cratères d'obus remplis d'eau de pluie. La brigade reprend l'extrémité sud de la tranchée Edge et la fosse du diable dans le bois Delville sur les tranchées gauche, les tranchées Stout et Porter en face de Ginchy. La brigade dispose d'un bataillon en soutien à Montauban Alley et d'un bataillon de réserve à la tranchée de Pommiers. Il est prévu de réaliser une attaque en mi-journée plutôt qu'à l'aube pour tromper les Allemands. Le 6 septembre une nouvelle attaque est ordonnée, le 14e corps doit progresser vers une ligne de Combles - bois de Leuze - le quadrilatère - Ginchy. La 55e division au nord dans la zone de front du 15e corps, doit soutenir l'attaque de Ginchy en attaquant avec la 164e brigade entre la limite du village et le bord oriental du bois Delville, puis doit avancer vers Alley et Ale Alley, puis à partir de la tranchée Pint vers Lager Lane sur la route de Ginchy à Flers. Le 3e corps doit prendre Wood Lane et le coin est de High Wood. Le bombardement commence le 9 septembre à 7h00 et n'augmente pas d'intensité avant l'heure de l'attaque à 16 h 45 pour tromper les Allemands sur l'heure de l'attaque et les priver de la possibilité de contre-attaque avant la nuit. La 6e armée française devait attaquer au sud de Combles pour isoler le village le 9 septembre, dans le cadre du plan conjoint allié. Elle reporte son attaque en raison de difficultés d'approvisionnement. Sur le front de la 56e division, entre le ravin de Combles et la limite avec la 16e division sur la route Combles - Guillemont, l'attaque du 9 septembre doit se faire derrière un barrage roulant réaliser par la moitié de l'artillerie divisionnaire, se déplaçant de 91 mètres (100 yards) par minute. Le barrage roulant rencontre un barrage fixe permanent tiré par l'autre moitié de l'artillerie divisionnaire sur chaque ligne de barrage, le barrage fixe passe ensuite sur l'objectif suivant.

### Organisation défensive allemande

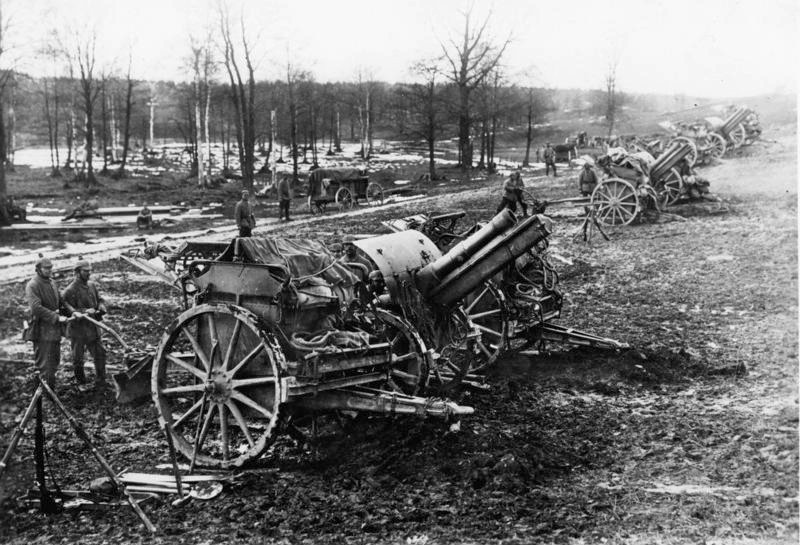
obusiers lourds allemands 15 cm sFH 13.

Les nombreuses attaques britanniques de « grignotage » faites après le 14 juillet sont très coûteuses pour les défenseurs allemands du fait des bombardements d'artillerie, qui transforment les positions allemandes en champs de cratères, enterrent les entrées des abris, hachent les barbelés et démolissent les tranchées. La supériorité aérienne et en artillerie des forces franco-anglaises ont permis aux Alliés de dominer le champ de bataille et de garder les défenseurs allemands sous pression constante et causent de nombreuses victimes. La victime la plus notable est Falkenhayn qui est limogé le 28 août et remplacé par Hindenburg et Ludendorff. Les nouveaux chefs allemands abandonnent la politique de défense rigide de Falkenhayn et de contre-attaques automatiques. Les fortifications de campagne allemandes évoluent à partir du mois de juillet. Le système de tranchées est doublé d'une ligne d'avant-poste dans les trous d'obus, avec des troupes de soutien et des réserves plus loin en arrière dans des trous d'obus ou dans tout endroit protégé. La ligne d'avant-postes contient deux ou trois soldats tous les 18 mètres (20 yards) soutenue parfois par une mitrailleuse est souvent envahie. Cette stratégie est ensuite adoptée par les Britanniques pour tenir une ligne avant une contre-attaque allemande. Les contre-attaques allemandes précipitées (Gegenstoss) cessent pour privilégier des contre-attaques limitées bien préparés (Gegenangriff). Ce type de contre-attaque est rarement monté du fait de la pénurie chronique d'infanterie, d'artillerie et de munitions au cours de cette période dans l'armée allemande.
Les tentatives de relier les trous d'obus pour former de nouvelles lignes échouent. Ces lignes sont visibles de l'air et l'aviation de reconnaissance britannique peut diriger les tirs d'artillerie contre elles. En cas de bombardement, les tranchées sont abandonnées, les troupes présentes occupent les cratères d'obus en avant de la tranchée. Ces positions discrètes sont beaucoup plus difficiles à identifier pour les observateurs aériens britanniques. Il est donc nécessaire de tirer beaucoup plus de munitions d'artillerie pour bombarder les zones censées accueillir les troupes allemandes. Les tranchées gardent leur valeur défensives comme points de ralliement et d'hébergement. D'autres tranchées sont creusées selon les enseignements de la Seconde bataille de Champagne du 25 septembre - 6 novembre 1915 dès que la main-d'œuvre est disponible, sur les contre-pentes avec des postes d'observation d'artillerie situés entre 460 et 1 400 mètres (500-1500 yards) derrière les lignes allemandes. Au début de septembre, les défenseurs de Ginchy sont relevés par le 19e régiment d'infanterie bavarois qui connait mal le terrain. Par erreur, le village de Ginchy est placé à la limite de la Ve division bavaroise et de la CLXXXVe division divisant la responsabilité de sa défense. De plus la CLXXXVe division est peu aguerrie, elle est formée par des artilleurs convertis en fantassins.

## La bataille

### 6eet10earméesfrançaises

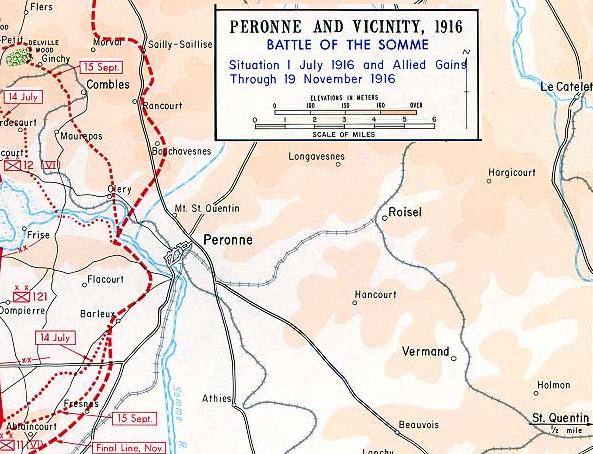
zone d'action des 6e et 10e armées françaises, 1916

3 - 6 septembre : la 6e armée française attaque au nord de la Somme. À midi le 3 septembre, elle capture Cléry et la position allemande le long de la route entre Cléry et la Forêt et la totalité du village de Le Forêt. Sur la gauche, le 1er corps d'armée occupe les hauteurs au sud de Combles et la lisière est du bois de Douage où il capture 2 000 prisonniers et douze canons. La 10e armée attaque la rive sud, le 4 septembre, entre Chilly et Barleux. Après trois jours d'attaque, elle occupe Chilly et Soyécourt mais échoue à capturer Vermandovillers, Deniécourt et Barleux. La 6e armée attaque sur la rive nord avec 7e corps, qui progresse sur la gauche et gagne du terrain autour de Cléry et au nord. les Allemands contre-attaquent dans le ravin de Combles et bloquent l'avance française à Rancourt. Lorsque les Britanniques prennent la ferme de Falfemont le 5 septembre, les Français arrivent à capturer la totalité du ravin de Combles, des patrouilles capturent la Ferme de l'Hôpital à 800 mètres (0,5 mile) à l'est de Le Forêt. Le 7e corps rencontre le 33e corps sur sa droite, qui prend Omiécourt sur la rive sud de la Somme. Une attaque du 1er corps à la jonction avec la 4e armée britannique le 6 septembre est repoussée.
12 septembre : Une pause dans les opérations a lieu en raison de mauvaises conditions météorologiques et du réarrangement nécessaires des troupes d'attaque. Le 33e corps attaque en direction du Mont Saint-Quentin et le 7e corps attaque Bouchavesnes, prend le village et établit des positions défensives face à Cléry et Feuillaucourt. Le 1er corps prend le bois d'Anderlu et détruit les défenses allemandes dans le bois de Marrières, il attaque ensuite au nord vers Rancourt et Sailly-Saillisel. Le 13 septembre, le 1er corps capture la ferme Le Priez. Le 7e corps repousse plusieurs contre-attaques allemandes de grande ampleur. Le lendemain les attaques des 7e et 33e corps sont bloquées par la boue et le tir défensif allemand. Les attaques sont à nouveau suspendues afin d'apporter des munitions, du matériel et relever les troupes éprouvées malgré l'imminence de la grande attaque britannique du 15 septembre. Frégicourt, qui domine une partie de la région devant être attaquée par les troupes britanniques n'a pu être capturé. Foch souhaite maintenir la pression sur les Allemands au sud de la rivière mais la majeure partie des ressources est allouée à la 6e armée. La 10e armée subit de fréquentes contre-attaques allemandes près de Berny, limitant la conquête du terrain et l'empêchant de reprendre dans de bonnes conditions l'offensive.

### 4earméebritannique

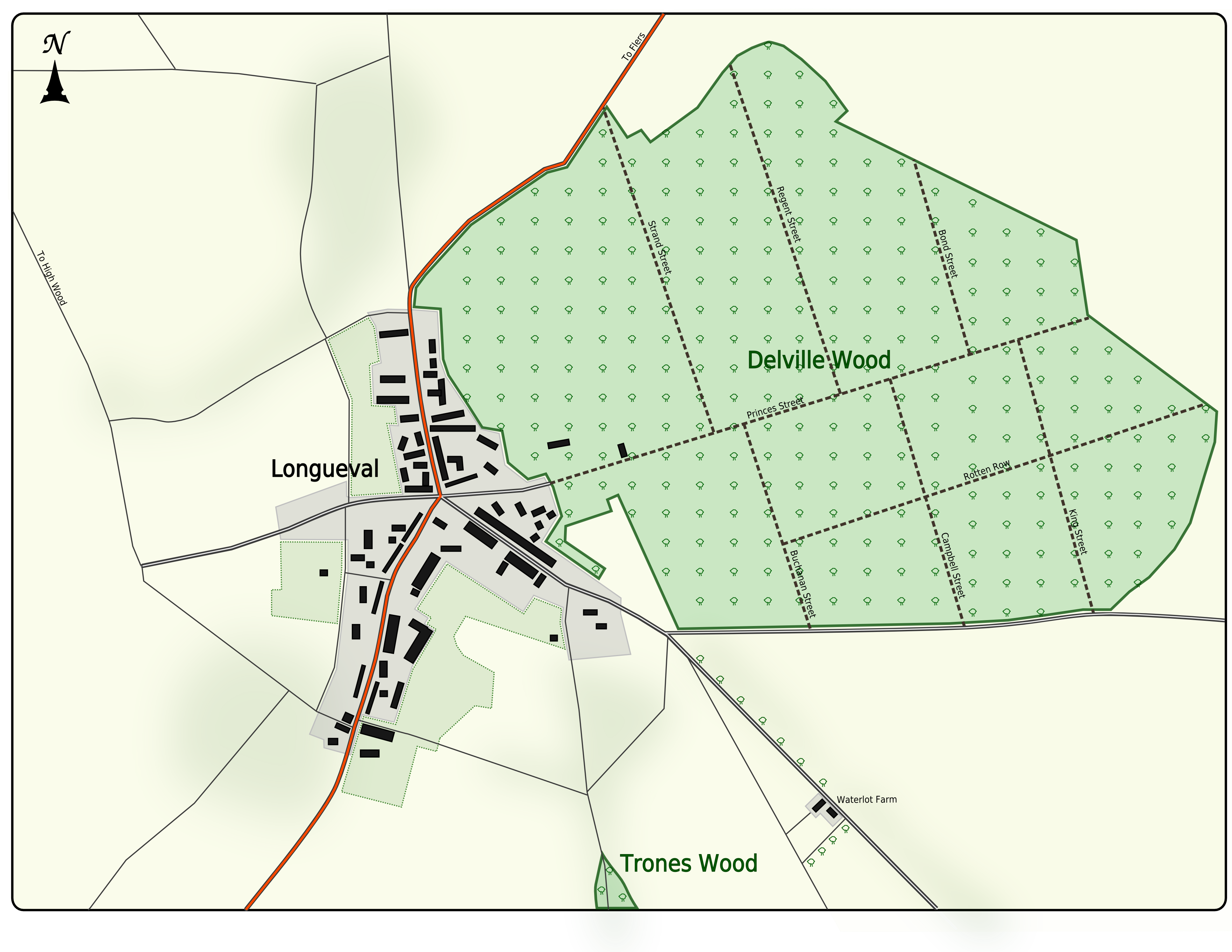
Bois Delville

3 septembre : les attaques britanniques sur Ginchy commencent le 3 septembre dans la zone occupée par le 15e corps. La 22e brigade de la 7e division d'infanterie avance vers l'est, sur une ligne formée par la ferme Waterlot et le nord du Bois Delville sur la route entre Guillemont et Longueval. Son objectif est le site d'un ancien sémaphore sur le terrain le plus élevé à l'est du village de Ginchy, appelé par les Britanniques « Ginchy Telegraph ». La défense de la zone choisie pour l'attaque est négligée les défenseurs allemands situés à Ale Alley et Hop Alley à l'extrémité est du bois Delville. Les grenadiers de la 91e brigade et d'une partie de la 22e brigade attaquent les positions allemandes sur le flanc nord cinq minutes avant le début de l'attaque générale, avec l'appui d'un bataillon de la 24e division sur la gauche. Le bombardement britannique augmente à 10h25 pour atteindre son intensité maximale à partir de 11h20. Un barrage roulant est mis en place, il débute à midi (heure de l'attaque), puis progresse toutes les 5 minutes. L'infanterie britannique progresse jusqu'à la ligne allemande située à 370 mètres (400 yards) protéger par le barrage. L'allongement du tir de barrage permet aux troupes britanniques d'atteindre Ginchy en trois avancées successives. Les grenadiers avancent vers Hop Alley à 11h55 mais la fumée des grenades fumite alerte les Allemands, de plus le bataillon de la 24e division attaque trop tard, après avoir reçu des ordres contradictoires. La bordure orientale du Bois Delville jusqu'à Hop Alley est capturée, mais les défenseurs allemands bloquent le reste de la force d'attaque, quand elle tente de progresser en terrain découvert par des tirs d'infanterie et le déclenchement de tirs d'artillerie.
À midi, l'attaque principale commence, le bataillon de droite avance au sud de Ginchy mai comme pour le bataillon de gauche, il subit des tirs flanquant de mitrailleuses allemandes situées sur Ale Alley. Une partie du bataillon entre à l'extrémité nord de Ginchy avec de nombreuses disparitions dans ses rangs, tandis que le reste du bataillon occupe la partie sud de la tranchée Bier ou creuse 37 mètres (40 yards) à proximité de Hop Alley. Une compagnie de soutien envoie quelques hommes dans les vergers au nord-ouest de Ginchy et sont rejoints par une partie d'un autre bataillon, initialement destiné à occuper défensivement Ale Alley. Sur le flanc droit de l'attaque, des troupes britanniques sont signalées à 15h50 de l'autre côté du village. Elles consolident leurs positions à la périphérie de Ginchy à l'est et au sud-est. Les Allemands tiennent l'extrémité nord de Ginchy et déclenchent des contre-attaques sur le flanc gauche du front d'attaque britannique. Ils repoussent les survivants sur Porter Trench, sauf pour un détachement qui tient sa position sur la route de Guillemont, à la jonction avec le 14e corps. À 14h15 une nouvelle attaque est ordonnée, cette attaque est déclenchée à 17h00 sur le flanc nord, à partir de Pilsen Lane sur Hop Alley et plus au sud pour reprendre et occuper l'intégralité du village de Ginchy. L'attaque nord échoue, même si quelques détachements atteignent le côté gauche de Hop Alley. L'attaque de Ginchy est stoppée par l'artillerie et des tirs de mitrailleuses et repoussent les survivants sur les tranchées Stout et Porter.

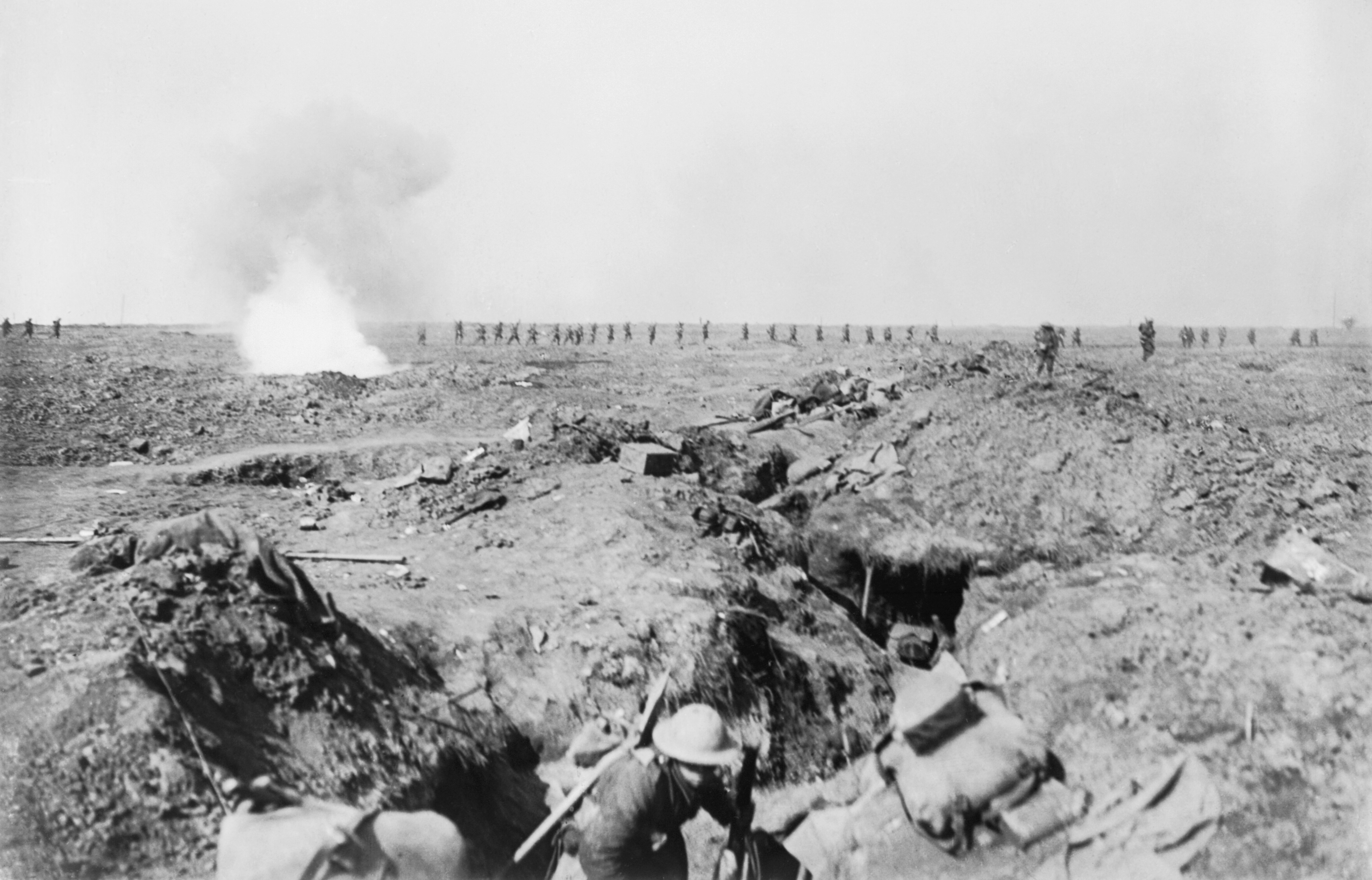
Troupes au cours de la Bataille de Ginchy.

L'artillerie lourde allemande déclenche un contre-barrage 20 minutes après le début de l'attaque et empêche toute communication entre les bataillons d'attaques britanniques et leurs soutiens. Les observations aériennes rapportent des tirs de fusées éclairantes dans le village de Ginchy, mais aucun bombardement n'est obtenu. La 7e division appelle le quartier général du corps d'armée pour qu'il autorise un nouveau bombardement par l'artillerie lourde à 6h50. Le Major-général Watts, le commandant de la division, réclame l'utilisation de la 20e brigade pour attaquer à nouveau.  Le lieutenant-général Horne, le commandant du Corps envoie la demande d'utilisation de la 20e brigade au quartier-général de la 4e armée, la 20e brigade est censée être conservé pour la grande attaque de la mi-Septembre. Finalement, la 20e brigade est engagée à tenir la ligne et la 22e brigade est relancée à l'attaque malgré les pertes et la désorganisation. Une patrouille révèle que les Allemands se sont fortement renforcés sur Ginchy. L'attaque de la 22e brigade est annulée, la 20e brigade est déplacée par camion de Mametz et occupe les tranchées de Stout et Porter dans le bois Delville. Elle est prête à renforcer les troupes sur Ginchy ou attendre le matin pour renouveler l'attaque, la tentative a lieu le lendemain à 8h00.
4 - 8 septembre : l'attaque de la 20e brigade permet d'occuper Ginchy, mais cette brigade est finalement repoussée sur les tranchées ZZ, Porter et Stout par des tirs d'artillerie et de mitrailleuses. Le commandant de corps reporte l'attaque suivante pour tenter le 5 septembre une attaque surprise. Plus au nord, l'attaque du Bois Delville commence à 14h00 mais ne progresse pas au-delà de Ale Alley et de Hop Alley. Une nouvelle tentative sur Hop Alley et sur Pilsen Lane échoue également, les troupes sont clouées dans les trous d'obus jusqu'au crépuscule. L'attaque surprise de la 20e brigade du 5 septembre est reportée, en raison de l'état du terrain et de la désorganisation des troupes sur la ligne de front. Les survivants de la 22e brigade indiquent que Ginchy est défendu principalement par des mitrailleuses et recommandent une attaque de nuit, une attaque préliminaire sur la lisière orientale du bois Delville est réalisée en fin d'après midi. L'attaque atteint la lisière du bois au nord de Hop Alley malgré les tirs continuels de l'artillerie allemande. Au petit matin du 6 septembre, une nouvelle attaque sur Ginchy commence, mais se perd dans l'obscurité. Une 2e tentative est faite à 5h30, malgré la boue les assaillants atteignent la périphérie ouest du village, avant d'être arrêtés par les tirs à bout portant de mitrailleuses allemandes situées dans les décombres du village. Une attaque entre Ginchy et le bois Delville à partir de Pilsen Lane repoussée par une contre-attaque de Ginchy. Après un bombardement à 14h00, les Britanniques attaquent à partir de la route Guillemont - Ginchy, derrière un barrage roulant et atteignent le village et capturent des prisonniers. Ils sont ensuite coupés un contre-barrage allemand, attaqués à 16 h 30 par une contre-attaque allemande et repoussés sur leur ligne de départ. Le commandant de la 7e division indique que sa division est incapable d'un nouvel effort et aucune attaque sur Ginchy n'est tentée le 7 septembre. Une nouvelle tentative est réalisée dans le bois Delville pour capturer le reste du bois en utilisant les fusil-grenades, mais cette tentative est elle aussi repoussée.
9 septembre : sur la droite du 14e corps, la 56e division attaque à 16 h 45. Un bataillon de la 169e brigade avance à partir du sud-est du bois de Leuze, vers la tranchée Loop pour établir un flanc garde le long du ravin de Combles. L'artillerie allemande et les tirs de mitrailleuses ont forcé le bataillon à revenir sur ses positions de départ, un bataillon est envoyé en renfort mais il a atteint ses positions vers 23h00 le temps de trouver son chemin à travers l'obscurité et entre les tirs de l'artillerie allemande. Un bataillon attaque l'intérieur du bois de Leuze, il réussit à capturer la principale ligne allemande au-delà de la route en contrebas entre Combles et le bois Bouleaux, puis avance au nord-ouest de la route entre Guillemont et Morval, au sud-est du quadrilatère. La 168e brigade avance vers le nord-est, du sud de la route bois de Leuze à Guillemont en pivotant sur son flanc droit, avec l'intention d'atteindre la ligne allemande entre le bois de Leuze et le quadrilatère. Le bataillon de droite colle au barrage et atteint son premier objectif après une progression de 270 mètres (300 yards). Le bataillon en flanc garde à gauche est freiné par des tirs d'armes légères, seule une compagnie sur la droite peut atteindre son premier objectif, sur la route entre le bois de Leuze - Ginchy. Le bataillon de droite avance avec le barrage vers l'objectif final à 17h25 sur la tranchée allemande du quadrilatère du bois Bouleaux. Malgré de nombreuses pertes, l'objectif est atteint et mis en défense. Le contact est établi sur la gauche avec la 169e brigade, des patrouilles sont envoyées vers Morval. Les détachements allemands encore présents sont engagés par les mitrailleuses légères Lewis et doivent évacuer le terrain.
Le bataillon de gauche est bloqué par le feu des positions allemandes du sud-est de Ginchy et l'avance sur le quadrilatère est stoppé. Des reconnaissances aériennes sur le quadrilatère montre que la ceinture externe de fil de fer barbelé est coupé par l'artillerie britannique, mais pas les câbles masqués par l'herbe longue 55 mètres (60 verges) derrière. Une seconde tentative se perd et vire trop à droite. Les tirs de barrage de l'artillerie allemande et l'épais brouillard du crépuscule coupent les troupes d'assaut des lignes arrière. Les troupes en première ligne forment un flanc défensif sur la gauche. À la nuit tombée, un bataillon est envoyé pour relier la ligne gauche du quadrilatère, considéré à tort comme capturé, à Ginchy où les troupes de la 16e division sont censées être. L'avance débuté à 0h15, mais le bataillon se perd dans l'obscurité et le brouillard. La défense allemande perd de sa cohésion une partie attaque les Britanniques par derrière. À l'aube une partie du bataillon se trouve finalement au sud-est du quadrilatère.
Les deux brigades de la 16e division commencent l'attaque fatiguées et usées, après des attaques précédentes en lien avec les 5e et 20e divisions. Les deux bataillons d'attaque de la 47e brigade sur la droite sont retenus deux minutes de plus que l'heure d'attaque prévu pour permettre la réalisation d'un bombardement extrêmement violent. La 48e brigade de gauche quitte sa ligne à l'heure convenue mais subit le contre-barrage allemand. Les bataillons de la 47e brigade sont arrêtés par le feu des mitrailleuses à courte portée, le bombardement britannique est tombé sur la deuxième ligne allemande. D'autres tentatives avec des troupes en renfort échouent également. Au nord des positions de la 47e brigade, le bataillon sur la droite de la 48e brigade est également bloqué mais par des tentatives d'infiltration parvient à repousser les Allemands. La brigade avance de chaque côté de la route entre Guillemont et Ginchy, elle n'a rencontré qu'« une légère opposition ». Elle atteint son premier objectif le long de Hans Crescent, à la périphérie ouest de Ginchy à 17h00. Deux bataillons parviennent à prendre le village de Ginchy à 17h25, 200 Allemands se rendent et le reste se retire en direction de Flers et de Lesbœufs, poursuivis par des Irlandais. Ils reviennent ensuite établir une solide ligne défensive autour de la périphérie Est de Ginchy. Un officier du génie organise le terrain et forme un point fortifié sur la route de Lesbœufs et un autre à la jonction des 14e et 15e corps sur la route du Bois Delville. Sur la droite du 15e corps, une attaque de la 164e brigade de la 55e division capture l'extrémité est du Bois Delville, Hop and Ale alley mais n'a pas pu maintenir ses positions devant la violence de la réaction l'artillerie allemande et les tirs de mitrailleuses. Une tranchée camouflée capturée est dans un premier temps considéré comme un objectif pendant quelques instants entraînant un retard dans l'avancée britannique. Après avoir progressé à moins de 18 mètres (20 yards) de Hop Alley, les rares survivants se retirent sur Pilsen Lane. Plusieurs contre-attaques allemandes sont déclenchées dans la soirée et repoussées.

### Opérations aériennes

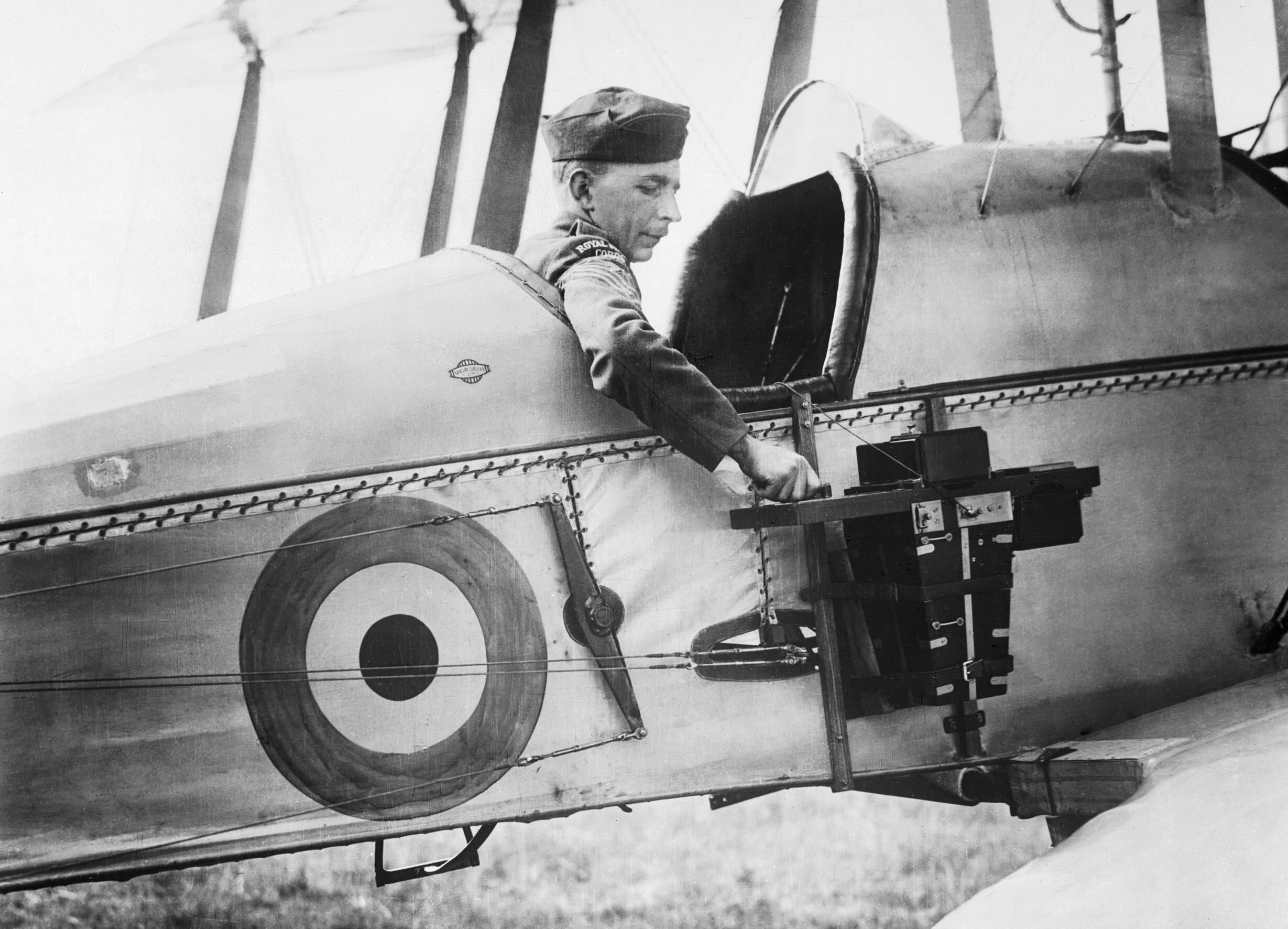
Appareil de photographie de reconnaissance aérienne déclenché par un pilote d'un B.E.2c, 1916.

Dans la soirée du 6 juillet, un observateur aérien de la 9e escadrille repère des troupes allemandes se déplaçant dans Ginchy sont mitraillés. Une demande de tir de barrage d'artillerie est demandée mais est resté sans réponse. Un peu plus tard, de nombreuses troupes sont vues et subissent des tirs d'artillerie britanniques, les prisonniers plus tard, affirment qu'un bataillon a perdu la moitié de ses hommes. Le 22 juillet, les observateurs de la 9e escadrille découvrent la création de nouvelles tranchées autour de Ginchy faisant partie d'une nouvelle ligne reliant Combles à Geudecourt. Le 18 août, la 9e escadrille dirige sur Ginchy des tirs d'artillerie. Le 3 septembre un vol de reconnaissance de la 3e escadrille sur Ginchy ne signale aucune présence importante d'infanterie allemande, l'avion ne disposant pas d'arme, les corps recroquevillés sont pris pour des soldats allemands morts. Un autre vol de l'avion a lieu pendant l'attaque et observe l'infanterie britannique pénétrer dans le village à 13h00, puis son déplacement du centre du village vers le bord est de Ginchy. Les troupes allemandes présentes au nord de Ginchy et en renfort sur Lager Lane sont mitraillés par les avions qui dirigent également par radio sans  fil les tirs d'artillerie. Ils peuvent observer les obus tombés sur les positions allemandes. À 14h40, les troupes britanniques sont encore visibles à l'extrémité est de Ginchy mais les troupes allemandes réussissent à contre-attaquer à 15h00 malgré les tirs de barrage de l'artillerie britannique et reprennent possession de Ginchy jusqu'à sa bordure ouest. Le 9 septembre, l'attaque finale sur Ginchy commence l'après-midi dans la brume, trois avions de la 9e escadrille patrouillent au-dessus de la zone et signalent les progrès de l'attaque.

### Irearmée allemande
1er - 3 septembre : La IVe division bavaroise déplace sa limite gauche sur la route Longueval - Flers, la LVIe division retire le LXXXVIIIe régiment d'infanterie et le place en réserve. Il peut ainsi renforcer le XXXVe régiment de fusiliers sur Ginchy. Le village est tenu par le Ier bataillon du XXXVe régiment de fusilier et le Ier bataillon du LXXXVIIIe régiment jusqu'à ce que les troupes britanniques les chassent du village le 3 septembre. Une partie des deux bataillons contre-attaquent à partir de la tranchée Pint à 15h30, le reste des deux bataillons accompagnés du IIIe bataillon du XXXVe régiment de fusilier avancent lentement à travers le village vers le sud, sud-est. L'attaque est renouvelée vers 18h et après des combats au corps à corps le village de Ginchy est repris, la liaison avec le LXXVIe régiment, chassé de Gillemont au sud ouest n'a pas pu être conservée.

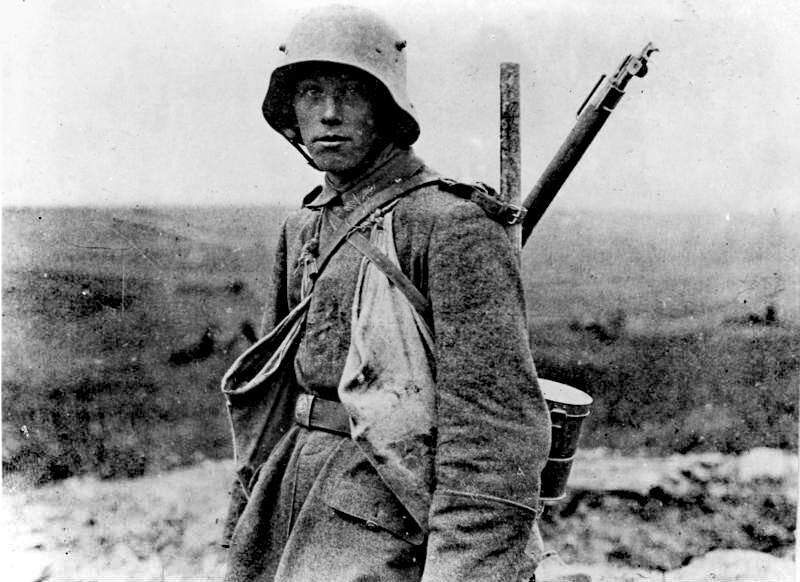
Combattant allemand sur le front Ouest

4 - 8 septembre : Les troupes allemandes repoussent à l'arme légère une attaque britannique à 8h00 sans le soutien de l'artillerie malgré les fusées envoyées. Le Ier bataillon du XXXVe régiment de fusilier a de nombreuses pertes en défendant l'ouest du bois Delville.  Le 6 septembre, l'attaque britannique pénètre dans Ginchy, prend plusieurs prisonniers. Une contre-attaque à 16 h 30 du IIIe bataillon du LXXXVIIIe régiment d'infanterie, du Ier bataillon du CIVe régiment d'infanterie de réserve de la XXIVe division de réserve arrivée en renfort. Le lendemain, la journée est relativement calme, la Ve division bavaroise commence à relever la LVIe division. Le XIXe régiment d'infanterie bavarois est chargé de la défense de Ginchy dans une grande confusion : le village est difficilement localisable, il a disparu sous l'effet des bombardements constants. Le 8 septembre, les hommes du Ier bataillon du LXXXVIIIe régiment placé entre le bois Delville et Ginchy subissent un Trommelfeuer (drumfire) qui envoie des panaches de boue et nivelle les terrains. Ces nouvelles explosions mettent au jour les cadavres des attaques précédentes dégageant une odeur pestilentielle. Les Allemands mettent les corps des soldats britanniques dans le no mans land tandis que les corps des soldats allemands sont jetés dans des trous d'obus derrière la tranchée.
9 - 10 septembre : Au sud-ouest de Ginchy, la CXIe division relève  la CLXXXVe division du XIIe corps de réserve les 7 et 8 septembre sur la gauche de la Ve division bavaroise. La tranchée Loop est défendue par le IIIe bataillon du XXVIIIe régiment d'infanterie de réserve, renforcé par une partie des IIe et Ier bataillons du LXVe régiment d'infanterie en ligne plus au sud chargés de la défense de Combles. La zone du front du IIIe bataillon est prise entre les bois de Leuze et Bouleaux. Avec le renfort du Ier bataillon du XXVIIIe régiment de réserve, il reprend une partie du terrain mais le contact avec Ginchy et le CLXIe régiment d'infanterie est temporairement perdu. Le flanc gauche du CLXIe régiment d'infanterie est détruite par l'attaque britannique, les renforts du LXVe régiment d'infanterie n'ont pas pu atteindre la voie ferrée au nord-ouest du bois Bouleaux. La zone entre Ginchy et le bois Delville est défendue par la Ve division bavaroise. Le Ier bataillon du XIXe régiment d'infanterie bavarois placé dans Ginchy et dans les tranchées à l'ouest jusqu'au bois Delville, le IIe bataillon est en soutien. Le contact avec la CLXXXVe division est maintenu par des patrouilles. La gauche du Ier bataillon au sud-est de Ginchy tient sa position malgré la perte de contact avec l'arrière. En face du Bois Delville l'attaque britannique est repoussée, mais une compagnie à Ginchy et une partie du IIe bataillon sont repoussées. Les tentatives de reprise du village faites par le IIe bataillon à 18h20 et à 21h00 échouent, les troupes se perdent dans l'obscurité durant la deuxième contre-attaque. Le lendemain, à 7h25 le IIIe bataillon du XIXe régiment d'infanterie bavarois contre-attaque sur la route entre Ginchy et Lesbœufs sous un barrage d'artillerie britannique, il est arrêté à proximité de Ginchy. Un rapport de l'attaque parvient la nuit au quartier général du bataillon. Le IIIe bataillon attaque de nouveau mais est confronté à des défenses renforcées en artillerie et en mitrailleuses. Une partie du bataillon arrive à pénétrer dans Ginchy mais elle est finalement repoussée ou capturée.

## Conséquences et bilan

### Analyses

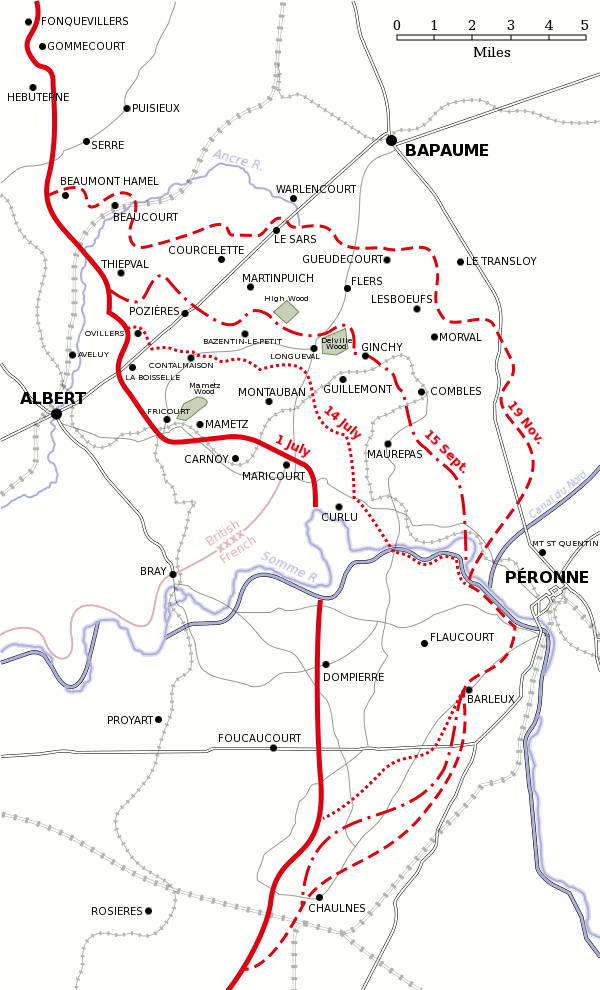
Carte du front de la Somme.

Le Prince héritier Rupprecht a écrit dans ses mémoires que la prise de Ginchy résulte du manque de coordination entre les deux divisions chargées de la défense du village. Le repli précipité des défenseurs et le manque d'organisation à la limite des divisions ont permis à un bataillon britannique de s'infiltrer par petits groupes entre les unités allemandes et de contourner le flanc de la Ve division bavaroise, la forçant à se retirer. Le Prince héritier Rupprecht considère que les contre-attaques ont échoué car les Anglais ont défendu Ginchy avec peu d'hommes soutenu par de nombreuses mitrailleuses positionnées autour du village bloquant les contre-attaques allemandes avant qu'elles n'atteignent le village. Une dernière tentative est réalisée le 11 septembre mais échoue également, le XIXe régiment d'infanterie bavarois subit à l'occasion de ces contre-attaques plus de 884 pertes. Les différentes opérations des deux premières semaines de septembre provoquent une crise dans la défense allemande sur la Somme, à partir du 5-6 septembre de nombreuses unités allemandes sont au bout de leur résistance. Entre le 15 juillet et le 14 septembre, la 4e armée britannique progresse de 910 mètres (1 000 yards) sur un front de 8 km (5 miles) pour un coût humain de 82 000 pertes. Au cours de cette période les britanniques capturent 2 700 mètres (3 000 yards) dans la zone nord de Ginchy, de la crête du bois de Leuze au bois Delville qui donne sur la 3e position allemande et 8 200 mètres (9 000 yards) du bois Delville à la Ferme du Mouquet. Le 11 septembre, Gallwitz écrit que si le processus se poursuit, l'Allemagne risque d'être à court d'hommes et de matériel et que les canons lourds britanniques sont en train de détruire l'artillerie allemande. La IVe division bavaroise à Flers, indique que la perte de Ginchy expose la région de Flers à Martinpuich à des attaques alliées. Les prisonniers allemands capturés par les Britanniques et les Français précisent que lors des récentes attaques, l'artillerie allemande a réagi trop tard et que les attaques ont surpris les Allemands encore dans les abris et ont touché les zones occupées par les troupes allemandes de contre-attaque.
Prior et Wilson ont écrit que Guillemont est finalement capturé en utilisant des tactiques équivalentes que celles utilisées sur Ginchy. La 7e division a attaqué Ginchy avec des forces insuffisantes, en cherchant à conserver un maximum de troupes fraîches pour la grande offensive de la mi-septembre mais est repoussée. L'échec de l'attaque est renforcé par l'insuffisance du ratissage du terrain, laissant des troupes allemandes dans les caves du village et par l'incapacité de l'artillerie britannique à éliminer les nids de mitrailleuses sur les flancs de l'attaque. Ce type d'attaque est renouvelé jusqu'à la relève de la 7e division par la 16e division. Cette relève s'effectue sous la pluie transformant le champ de bataille en champ de boue. Une fois Guillemont pris, l'attaque de Ginchy est réalisée avec six bataillons (même fatigués et affaiblis par les pertes) au lieu de deux lors de précédentes attaques. Lorsque les Irlandais attaquent le village de Ginchy soutenus par une artillerie de campagne deux fois plus nombreuses que lors des attaques précédentes, le village est pris en deux heures aidé également par la désorganisation des Allemands dans la défense du village. Dans son historique de la 7e division, Atkinson considère les attaques sur Ginchy comme mal préparée malgré l'abondance des tirs de soutien de l'artillerie. Les combats du Bois Delville lors de la grande contre-attaque allemande du 31 août, a affaibli la 7e division. Une partie du terrain perdu dans le bois n'a pas être repris, laissant les Allemands dans de bonnes positions pour couvrir l'ouest et le nord Ginchy. Atkinson affirme que la lutte pour le village couvert le flanc gauche des troupes d'attaque plus au sud Guillemont et renforts allemands absorbés dans la région. Les troupes de la 7e division sont utilisées au « compte-goutte » alors qu'une attaque coordonnée sur un front plus large aurait peut-être réussi. Les troupes de la division sont suffisamment reposées mais mal encadrées par des sous-officiers inexpérimentés et l'entrainement au tir de beaucoup d'hommes est insuffisant.
Harris a décrit les efforts britanniques entre 15 juillet et le 14 septembre comme une « dilution » de l'effort et considère que le grand nombre d'attaques au coup par coup démontre une défaillance du commandement notamment de Haig. Il pense que le Royaume-Uni aurait dû établir un niveau de commandement au niveau de groupe d'armée, comme dans les armées françaises et allemandes. Malgré les critiques des méthodes et des résultats britanniques, Harris remarque que les choses sont pires pour les Allemands, inondés par l'artillerie britannique, dirigé par les observateurs aérien du Royal Flying Corps (RFC). Les troupes allemandes réalisent soixante-dix contre-attaques et les Britanniques quatre-vingt-attaques entre le 15 juillet et le 14 septembre. La plupart des contre-attaques sont des échecs humainement coûteux, elles ont été trop fréquentes. Les troupes sont gaspillées sur des objectifs insignifiants. Sheldon indique que la défense de Ginchy use plusieurs régiments allemands. Le commandant de la Xe compagnie, du Modèle:LXXXVIIIe régiment d'infanterie écrit un rapport à son chef de bataillon le 5 septembre, pour demander la relève de sa compagnie, ne garantissant plus une bonne tenue au front. La relève est acceptée mais la compagnie doit encore contre-attaquer sur Ginchy le 6 septembre. Contrairement aux critiques de Joffre et Foch à l'époque et d'écrivains et d'historiens depuis considérant que les Britanniques durant cette période effectuent des attaques sur un front trop étroit avantageant tactiquement les Allemands, Dudley Ward dans l'historique de la 56e division, note que les attaques sur des fronts larges sont vaines si les troupes sont en nombre insuffisantes, elles se déplacent à travers les points faibles de la défense, en contournant l'infanterie allemande qui peut effectuer des attaques par derrière pour couper les troupes d'attaque des renforts et des approvisionnements.

### Pertes
Du 7 au 12 septembre, le XIXe régiment d'infanterie bavarois perd 884 hommes dans la défense de Ginchy. La 16e division perd 4 330 victimes du 1er au 10 septembre avant d'être transférée à la 2e armée en Flandre. Du 23 août au 7 septembre la 7e division perd 3 800 hommes. La 24e division perd durant la même période environ 2 000 hommes.
Tom Kettle, nationaliste irlandais, engagé volontaire dans l'armée britannique est mort au cours de la bataille de Ginchy.

### Opérations suivantes
À la suite de la bataille de Ginchy, plusieurs attaques sont réalisées à partir des routes reliant Guillemont à Combles et Guillemont à Ginchy pour atteindre le quadrilatère, une tranchée rectangulaire 270 × 140 mètres (300 × 150 yards) en contrebas de la route reliant Ginchy à Morval. Le quadrilatère est un objectif préliminaire de la 4e armée britannique pour l'attaque général prévue le 15 septembre. Dans la nuit du 9 au 10 septembre, la 16e division est relevée par la division de la garde. Cette division tient le front le long de la route entre la lisière du bois de Leuze et Ginchy. Ginchy est renforcé. Le lendemain, la 56e division attaque au sud-est du bois de Leuze à 7h00 mais est stoppée par les tirs de mitrailleuses provenant de la tranchée Loop et de Combles, une seconde tentative a lieu à 15h sans plus de succès. Les opérations pour capturer « Ginchy Telegraph » et le quadrilatère échouent. Une brigade de la 5e division commence à relever les unités de la 56e division et de division de la garde, ces unités parviennent à repousser les contre-attaques allemandes sur Ginchy.
Le 12 septembre à 6h00, la division de la Garde attaque « Ginchy Telegraph », dans le même temps la 56e division attaque à nouveau le quadrilatère, la 6e division soutenant le flanc gauche de la 56e division et le flanc droit de la division de la Garde. Le lendemain, la 6e division relève les troupes du bois de Leuze à Ginchy et attaque le quadrilatère par le sud-ouest, mais est stoppée par le feu des mitrailleuses. Une deuxième tentative à 18h00 échoue avec 521 victimes dans les deux bataillons d'attaque. Une attaque nocturne de la division de la garde à l'extrémité nord de Ginchy sur les nids de mitrailleuses le long de la route de Morval. Le 14 septembre, un bataillon de la 56e division creuse des tranchées au sud du bois de Leuze parallèle aux tranchées de Combles, préparatoire à la bataille de Flers-Courcelette (15 - 22 septembre). Le quadrilatère est capturé par la 6e division le 18 septembre.

## Pour approfondir